# Гакева къща
Гакевата къща (на гръцки: Αρχοντικό Γάκη) е възрожденска къща в град Костур, Гърция.

## Местоположение
Къщата е разположена в южната традиционна махала Долца (Долцо), на площад „Братя Емануил“ („Долцо“) № 7.

## История
Сградата е построена в 1863 година.
В 1965 година сградата е обявена за паметник на културата.

## Архитектура
В архитектурно отношение е триетажна и принадлeжи към типа квадратни сгради с вписан кръст.